# Zilja Sweet
Zilja Sweet en en dansk pornoskuespillerinde fra Sjælland. Hun debuterede som pornoskuespiller i 2005 og i 2007 blev hun kåret som årets bedste skandinaviske model ved Scandinavia Adult AwardsHar en tatovering på skambenet.

## Filmografi
- Danish Deluxe 1
- Danish Deluxe Hardcore 2
- Danish Newcummers 1
- Danish Newcummers 2
- Piger kan li' piger[2]
- Lyst til Sex
- Danske Pornopiger